# Diocese de Jashpur
A Diocese de Jashpur (Latim:Dioecesis Dioecesis Jashpurensis) é uma diocese localizada no município de Kunkuri, no estado de Chatisgar, pertencente a Arquidiocese de Raipur na Índia. Foi fundada em 23 de março de 2006 pelo Papa Bento XVI. Com uma população católica de 202.531 habitantes, sendo 23,8% da população total, possui 50 paróquias com dados de 2020.

## História
Em 23 de março de 2006 o Papa Bento XVI cria a Diocese de Jashpur através do território da Diocese de Raigarh.

## Lista de bispos
A seguir uma lista de bispos desde a criação da diocese em 2006.
|                   | Nome              | Período           | Notas             |
| Bispos de Jashpur | Bispos de Jashpur | Bispos de Jashpur | Bispos de Jashpur |
| ----------------- | ----------------- | ----------------- | ----------------- |
| 2º                | Emmanuel Kerketta | 2009 - atual      |                   |
| 1º                | Victor Kindo      | 2006 - 2008       | Faleceu no cargo  |